# Thorectes orocantabricus
Thorectes orocantabricus es una especie de coleóptero de la familia Geotrupidae.

## Distribución geográfica
Habita en la España peninsular.